# 85th Infantry Division
La 85th Infantry Division (85ª Divisione di fanteria) era una divisione di fanteria dell'esercito degli Stati Uniti che ha partecipato alla seconda guerra mondiale.
Fu attivata per la prima volta nell'agosto 1917 a Camp Custer in Michigan ma non partecipò ad alcuna azione della prima guerra mondiale ed invece fornì complementi alle altre divisioni, mentre il suo 339º Reggimento fu il fulcro della spedizione orso polare, il contingente statunitense che partecipò all'intervento alleato nella rivoluzione russa. Tornata negli Stati Uniti nel marzo 1919 venne disattivata nell'aprile dello stesso anno.
Nel 1921 entrò a far parte del ruolino della riserva, il 15 maggio 1942 fu riattivata durante la mobilitazione successiva all'entrata in guerra degli Stati Uniti nella Seconda guerra mondiale, venendo organizzata a Camp Shelby in Mississippi. Dopo aver prestato servizio nel teatro del italiano venne disattivata il 25 agosto 1946.
Il 19 febbraio 1947 venne nuovamente attivata tornando a far parte della riserva ed il 1 giugno 1959 venne ridisegnata 85th Infantry Division (Training) fino ad essere definitivamente disattiva nel 2007.